# لگد به سر (فیلم)
لگد به سر (به انگلیسی: Kicked in the Head) فیلمی محصول سال ۱۹۹۷ و به کارگردانی متیو هریسون است. در این فیلم بازیگرانی همچون کوین کوریگان، لیندا فیورنتینو، مایکل راپاپورت، لیلی تیلور، جیمز وودز، برت یانگ، بیانکا هانتر و الکساندر کروپا ایفای نقش کرده‌اند.